# نوري كيليجيل
كان نوري كيليجيل، المعروف أيضًا باسم نوري باشا (1889–1949)، جنرالًا عثمانيًا في الجيش العثماني. لقد كان الأخ غير الشقيق لوزير الحرب العثماني أنور باشا. وخلال الحرب العالمية الثانية، ساعد في تأسيس الفيلق التركستاني من شوتزشتافل، شبه العسكرية الرئيسية في ألمانيا النازية.

## المهنة العسكرية

### ليبيا
تم إرسال كابتن المشاة نوري أفندي إلى ليبيا على متن سفينة يونانية غير شرعية مع الرائد جعفر العسكري بك و10 آلاف قطعة ذهبية. كانت مهمته تنظيم وتنسيق عمليات قوات المنظمة الخاصة في تركيا مع القوات المحلية ضد القوات الإيطالية والبريطانية. لقد هبطوا على الشاطئ بين طبرق والسلوم في 21 فبراير 1915 ثم ذهبوا إلى أحمد الشريف السنوسي في السلوم. وفي عام 1917، وفي محاولة لتنظيم الجهود التي شتتها البريطانيين، أنشأت هيئة الأركان العثمانية «قيادة مجموعات أفريقيا» (Afrika Grupları Komutanlığı)، والتي كان هدف الأساسي المناطق الساحلية في ليبيا. تم تعيين اللفتنانت كولونيل نوري بك كأول قائد لها. كان رئيس الأركان هو الرائد عبد الرحمن نفيس بك (جرمان).

### القوقاز
دعا شقيق نوري بك الأكبر، أنور باشا، قائد الجيش العثماني، الذي رأى الفرصة في المؤتمرات الحزبية بعد أن أطاحت الثورة الروسية روسيا من الحرب العالمية الأولى، شقيقه نوري بك من ليبيا. تمت ترقيته إلى أميرالاي فخري فريق وأعطى مهمة تشكيل جيش الإسلام وقيادته. لقد جاء نوري بك إلى Yelizavetpol (حاليًا: كنجه) في 25 مايو 1918 وبدأ في تنظيم قواته. تم تشكيل جيش الإسلام رسميًا في 10 يوليو 1918. بدأت حملة تحرير القوقاز ووقعت معارك ضارية بين بلاشفة حزب الطاشناق الأرمن وجيش القوقاز الإسلامي. سيطر الجيش الإسلامي في القوقاز بقيادة نوري باشا على كل أذربيجان والعاصمة باكو في 15 سبتمبر 1918.
في نهاية الحرب، ألقت القوات البريطانية القبض على نوري واحتُجز في باطوم، في انتظار محاكمته على جرائم الحرب. في أغسطس 1919، نصب أنصاره كمينًا للحراس الذين كانوا يرافقونه وساعدوه على الهرب إلى أرضروم.

## الحياة في وقت لاحق
في عام 1938، اشترى كيليجيل مصنعًا لتعدين الفحم في تركيا. لقد بدأ في تنظيم إنتاج البنادق والرصاص والأقنعة الواقية من الغاز وغيرها من المعدات الحربية. وبعد مرور بعض الوقت، أعلن انتهاء إنتاج الأسلحة، لكنه واصل الإنتاج سرًا.
أجرى كيليجيل اتصالات مع فرانز فون بابن، السفير النازي في أنقرة عام 1941 من أجل كسب الدعم الألماني لقضية عموم تركيا. وبمساعدته، تم تشكيل الفيلق التركستاني من قبل شوتزشتافل. وأثناء الحرب العالمية الثانية، كان كيليجيل في ألمانيا يحاول تحقيق الاعتراف باستقلال أذربيجان حيث فشلت محاولاته.

## الموت
قُتل في 2 مارس 1949 في انفجار في مصنعه أسفر أيضًا عن مقتل 28 شخصًا آخر. تم دفنه دون مراسم جنازة مناسبة في ذلك الوقت، حيث كان يُنظر إلى الجثث الممزقة على أنها مُخالفة للمعتقدات الدينية. أقيمت مراسم الجنازة الرسمية، التي حضرها السياسي الأذربيجاني جانير باساييفا وممثلون من بلدية إسطنبول فقط في عام 2016.